# Gallus (Frankfurt nad Menem)
Gallus, Frankfurt-Gallus (do 2007 Gallusviertel, Frankfurt-Gallusviertel) – 11. dzielnica (Stadtteil) miasta Frankfurt nad Menem, w Niemczech, w kraju związkowym Hesja. Należy do okręgu administracyjnego Innenstadt I.